# Lisbon (hrabstwo Grafton)
Lisbon – jednostka osadnicza w Stanach Zjednoczonych, w stanie New Hampshire, w hrabstwie Grafton.